# Jezioro biogeniczne
Jeziora biogeniczne – niewielkie, płytkie jeziora zaporowe, powstałe w wyniku działalności zwierząt, np. bobrów, budujących tamy w dolinach rzecznych, co spowalnia nurt i spiętrza w ten sposób wodę. Najczęściej nie posiadają nazwy. Zbiorniki te stanowią ostoje wielu gatunków bezkręgowców, mięczaków, skorupiaków, ryb oraz większych zwierząt np. wydr. 
Przykładem jezior biogenicznych w Polsce są jeziora na rzece Kamionce w Wigierskim Parku Narodowym i Piwonii na terenie Poleskiego Parku Narodowego.